# Lorry-lès-Metz
Lorry-lès-Metz település Franciaországban, Moselle megyében. Lakosainak száma 1726 fő (2022. január 1.). Lorry-lès-Metz Saulny, Plappeville, Lessy, Amanvillers, Châtel-Saint-Germain, Metz és Woippy községekkel határos.

## Népesség
A település népességének változása:
| Lakosok száma | 952  | 1369 | 1365 | 1405 | 1722 | 1749 | 1786 | 1748 | 1737 | 1726 |
|               | 1968 | 1982 | 1990 | 2006 | 2013 | 2015 | 2017 | 2019 | 2020 | 2022 |